# Algéro-Canadiens
 (juin 2021).
 (juin 2021).
Si vous disposez d'ouvrages ou d'articles de référence ou si vous connaissez des sites web de qualité traitant du thème abordé ici, merci de compléter l'article en donnant les références utiles à sa vérifiabilité et en les liant à la section « Notes et références ».
Les Algéro-Canadiens, sont les citoyens canadiens ayant une ascendance totale ou partielle en provenance de la République algérienne démocratique et populaire, État souverain africain plus communément appelé Algérie, officiellement indépendant depuis le 5 juillet 1962.